# Krukowate
Krukowate (Corvidae) – rodzina ptaków z rzędu wróblowych (Passeriformes).

## Charakterystyka
Obejmuje ok. 130 gatunków (liczba gatunków podawana różnie; IOC: 133, HBW: 130, Kompletna lista ptaków świata UJ: 129, TiF: 132) o zróżnicowanym trybie życia. Zamieszkują cały świat oprócz terenów antarktycznych, Nowej Zelandii, południowej Ameryki Południowej i większości wysp oceanicznych.
Ptaki te charakteryzują się następującymi cechami:
- średnie lub duże: długość ciała 19–70 cm (licząc długi ogon u niektórych gatunków), masa ciała 40–1500 g[5];
- mocny dziób ze szczecinkami wokół nozdrzy[5]
- u wielu gatunków duża ilość barwy czarnej w upierzeniu, zwykle z połyskiem; inne barwy to biała, błękitna, kasztanowa, szara, zielona[5] (np. kitta szmaragdowa, Cissa chinensis), żółta, fioletowa[3]
- gniazda budowane z gałązek, umieszczone na drzewach, rzadziej w dziuplach[5]
- w zniesieniu 2 do 8 jaj, od białawych do bladozielonych, często z plamkami; inkubacja 16–22 dni, młode opuszczają gniazdo po 18–25 dniach życia[5]
- kruki i wrony należą do najbardziej inteligentnych ptaków[7], na przykład w eksperymentach pokazują zdolność do planowania złożonych działań[8].

## Systematyka
Do rodziny zaliczane są następujące rodzaje:
- Pyrrhocorax Tunstall, 1771
- Platysmurus Reichenbach, 1850
- Temnurus Lesson, 1831 – jedynym przedstawicielem jest Temnurus temnurus (Temminck, 1825) – cierniogon
- Crypsirina Vieillot, 1816
- Dendrocitta Gould, 1833
- Urocissa Cabanis, 1851
- Cissa Boie, 1826
- Cyanopica Bonaparte, 1850
- Perisoreus Bonaparte, 1831
- Garrulus Brisson, 1760
- Ptilostomus Swainson, 1837 – jedynym przedstawicielem jest Ptilostomus afer (Linnaeus, 1766) – kruczek
- Podoces J.G. Fischer, 1821
- Zavattariornis Moltoni, 1938 – jedynym przedstawicielem jest Zavattariornis stresemanni Moltoni, 1938 – abisyniak
- Pica Brisson, 1760
- Nucifraga Brisson, 1760
- Corvus Linnaeus, 1758
- Cyanolyca Cabanis, 1851
- Aphelocoma Cabanis, 1851
- Gymnorhinus zu Wied, 1841 – jedynym przedstawicielem jest Gymnorhinus cyanocephalus zu Wied, 1841 – modrowroniec
- Cyanocitta Strickland, 1845
- Cyanocorax Boie, 1826

## Taksony wymarłe – szczątki kopalne
Do rodziny krukowatych należało kilka wymarłych rodzajów, których szczątki są datowane na miocen, pliocen i plejstocen:
- Miocorvus (środkowy miocen) – jedynym przedstawicielem był Miocorvus larteti
- Protocitta (wczesny plejstocen)
  - Protocitta ajax
  - Protocitta dixi
- Henocitta (środkowy plejstocen) – jedynym przedstawicielem był Henocitta brodkorbi
- Corvus – rodzaj obecnie istniejący, wymarłe taksony to:
  - Corvus larteti (późny miocen)
  - Corvus pliocaenus (pliocen)
    - Corvus pliocaenus janossyi (plejstocen)

  - Corvus hungaricus (plejstocen)
  - Corvus wetmoeri (późny plejstocen)
  - Corvus pumilis
  - Corvus moriorum
    - Corvus moriorum antipodum

Prócz tego odnaleziono szczątki kopalne żyjących obecnie gatunków: modrowronki zaroślowej (Aphelocoma coerulescens) oraz kalifornijskiej (A. californica), modrosójki błękitnej (Cyanocitta cristata) oraz czarnogłowej (C. stelleri), modrowronki jukatańskiej (Cyanocorax yucatanicus), czołoczubej (C. cristatellus) oraz zielonej (C. yncas), sójki kanadyjskiej (Perisoreus canadensis), sójki zwyczajnej (Garrulus glandarius), sroki (Pica pica), sroki żółtodziobej (Pica nuttalli), orzechówki zwyczajnej (Nucifraga caryocatactes) i popielatej (N. columbiana), wrończyka (Pyrrhocorax pyrrhocorax) oraz wieszczka (P. graculus), kawki (Corvus monedula), gawrona (C. frugilegus), wrony rybożernej (C. ossifragus), wrony antylskiej (C. leucognaphalus), wrony alaskańskiej (C. caurinus), wrony amerykańskiej (C. brachyrhynchos), czarnowrona (C. corone), wrony wielkodziobej (C. macrorhynchos), kruka meksykańskiego (C. cryptoleucus), kruka pustynnego (C. ruficollis) oraz kruka zwyczajnego (C. corax).

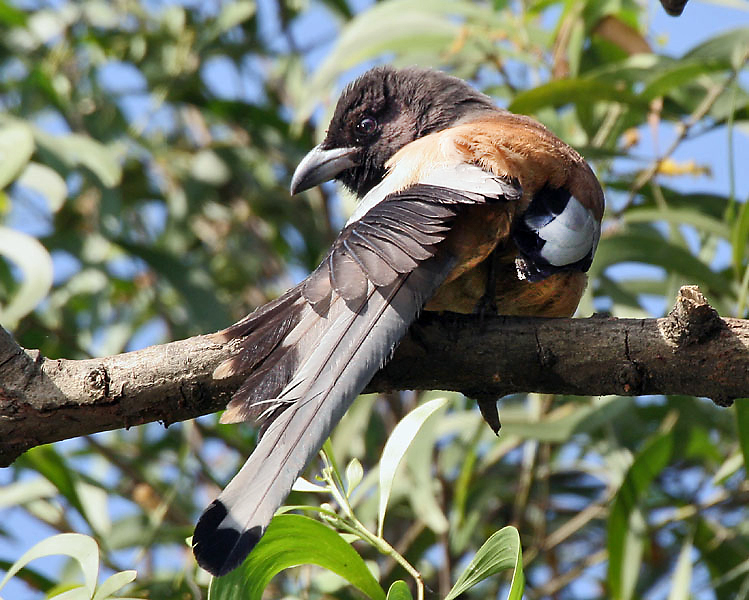
Srokówka jasnoskrzydła (Dendrocitta vagabunda)
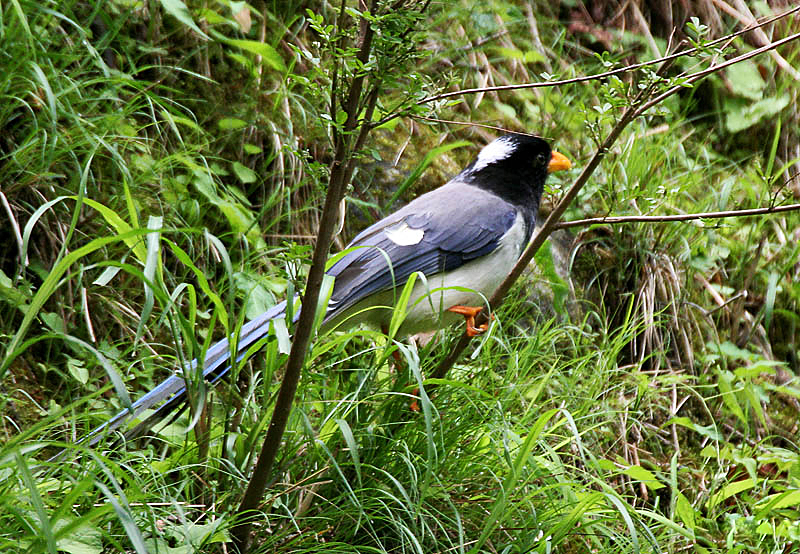
Kitta żółtodzioba (Urocissa flavirostris)
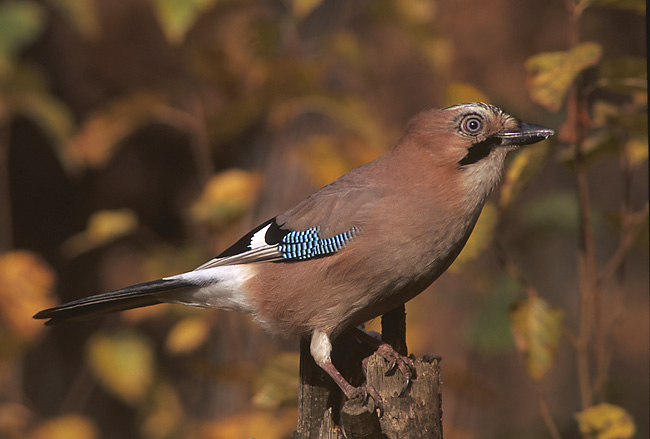
Sójka zwyczajna (Garrulus glandarius)
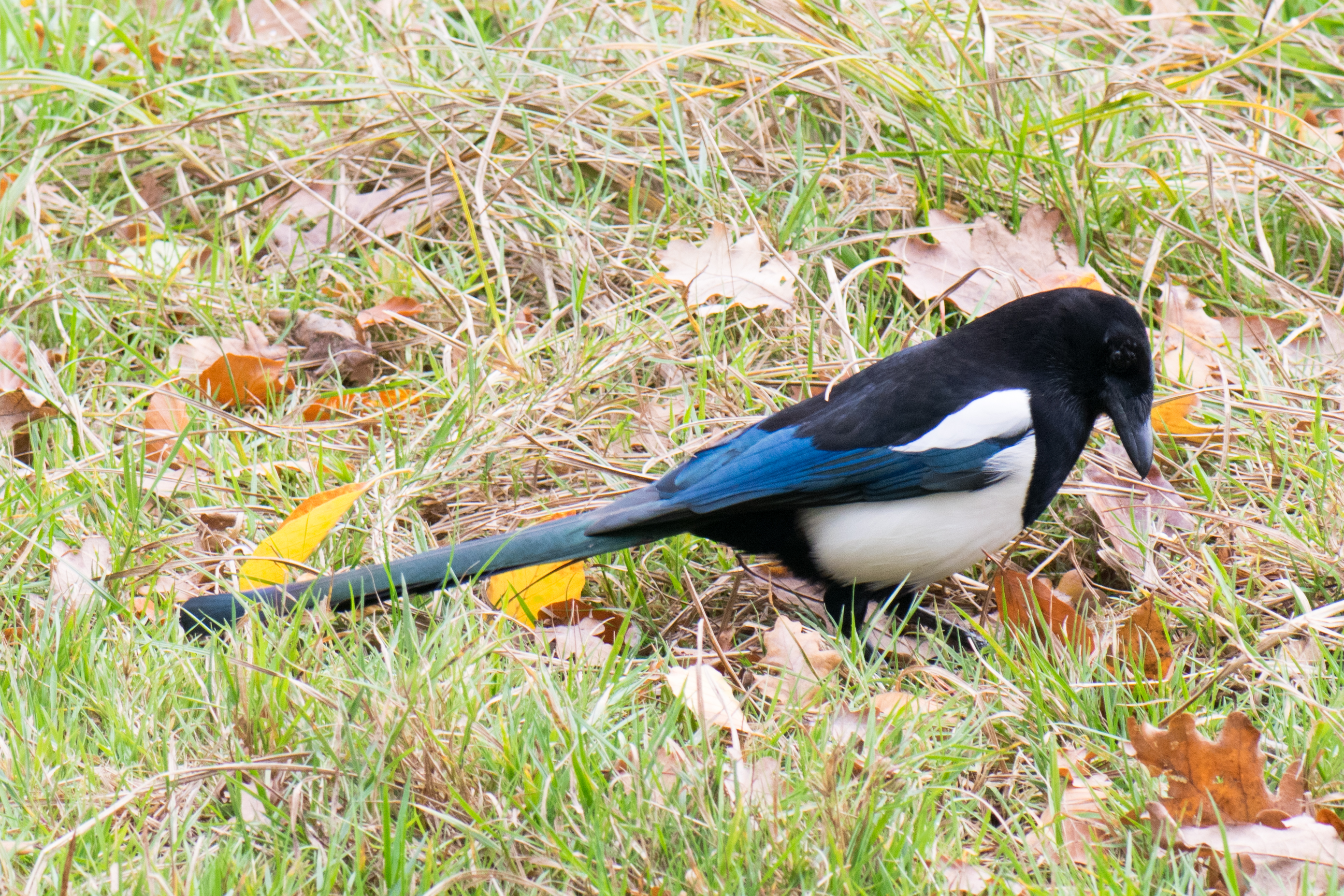
Sroka zwyczajna (Pica pica)
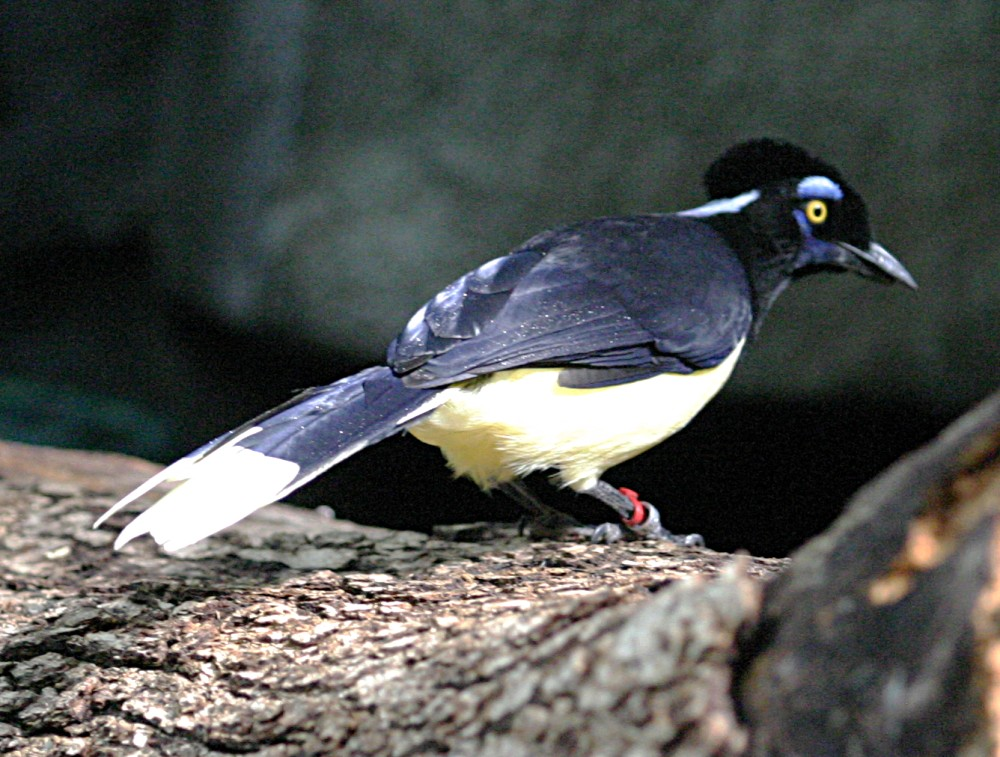
Modrowronka pluszogłowa (Cyanocorax chrysops)